# Luspholmen

Luspholmen är en ö i sydöstra delen av sjön Storuman, några kilometer från tätorten Storuman. 
På ön och näraliggande öar, med samlingsnamnet Luspholmarna finns tillgång till fiske, odlingslandskap, kulturhistoria och vandringsleder. Det finns också en hembygdsgård med ett mindre museum och en bagarstuga. Det är även ett fågelskådningsområde. Vanligt förekommande arter är smålom, bläsand, vigg, fiskgjuse, skrattmås, gluttsnäppa och grönbena.